# مسجد حاج علی
مسجد حاج علی مربوط به دوره قاجار است و در شیراز، خیابان لطفی خان زند، ضلع شرقی مدرسه خان واقع شده و این اثر در تاریخ ۱۱ دی ۱۳۸۰ با شمارهٔ ثبت ۴۵۱۴ به‌عنوان یکی از آثار ملی ایران به ثبت رسیده است.
مسجد حاج علی در محله گود عربان در فاصله 4 دقیقه ای از مسجد نصیر واقع گردیده است و در سال 1200 ه. ق ساخته شده است. در حال حاضر این مسجد بیش از دو قرن و نیم قدمت دارد . ستون های این مسجد از نظر معماری بسیار مشابه ستون های مسجد وکیل می باشد و آجرکاری و کاشی کاری های این مسجد از ویژگی های برجسته این مسجد قدیمی در شیراز است .